# MARF
Мо́дульна бібліоте́ка для розпізнава́ння а́удіо (англ. Modular Audio Recognition Framework, MARF) — це дослідницька платформа та набір алгоритмів для обробки та розпізнавання образів (голосів, звуків, мови, текстів і т. д.) та обробки людської мови. MARF написана мовою програмування Java та вбудована в модульну та здатну до розширення структуру, що намагається спростити доповнення нових алгоритмів, плагінів та модулів. MARF складається з алгоритмів, що легко можуть бути замінені або додані. MARF може також використовуватись іншими комп'ютерними програмами або використовуватись навчання та розширення. Існує чимало документації по проекту MARF та опис програмного інтерфейсу (API) в форматі Javadoc. Застосунки MARF опубліковані згідно з BSD стилем.